# De Paalkoepel
De Paalkoepel is een historisch paviljoen aan de oever van het Paterswoldsemeer in Haren, provincie Groningen. Het gebouw, opgericht in 1908 als zomerverblijf voor industrieel Jan Evert Scholten, werd in de jaren 1970 verlaten en raakte in verval. In 1984 is het volledig gerestaureerd en sindsdien wordt het gebruikt als evenementenlocatie. De Paalkoepel is aangewezen als gemeentelijk monument.

## Geschiedenis
De Paalkoepel werd gebouwd in 1908 in opdracht van de Groningse industrieel Jan Evert Scholten (1849–1918), zoon van Willem Albert Scholten. Het ontwerp kwam van bouwmeester Hendrik Timmer van de Stoomtimmerfabriek in Helpman. Het gebouw was bedoeld als theekoepel en zomerverblijf waar Scholten zijn familie en gasten kon ontvangen aan het Paterswoldsemeer. 
Oorspronkelijk werd het paviljoen aangeduid als ‘zomerhuis’. De naam ‘Paalkoepel’ raakte pas in 1911 ingeburgerd en verwijst naar de ligging op palen boven het water en de ronde vorm van het dak.
Tijdens de eerste helft van de 20e eeuw werd de Paalkoepel incidenteel gebruikt voor vergaderingen, onder andere door het Waterschap Zuidoost-Drenthe. Na de dood van Scholten bleef het paviljoen tot het eind van de jaren 1960 in bezit van zijn nazaten. Hierna volgde een periode van leegstand en verval: het gebouw raakte overwoekerd, de fundering verrotte en er werd zelfs gesproken over sloop.
In 1983 werd, onder aanvoering van lokale betrokkenen en het Meerschap Paterswolde, de Stichting Paalkoepel opgericht. Deze stichting restaureerde het gebouw in 1984 met behulp van publieke subsidies en particuliere giften. De houten funderingspalen werden vervangen door een betonnen kelderbak en het originele gebouw werd herbouwd – ongeveer 1,5 keer groter dan het oorspronkelijke formaat – maar met behoud van het historische karakter. In juni 1984 opende De Paalkoepel opnieuw, ditmaal als horecagelegenheid.

## Architectuur
De Paalkoepel is een houten paviljoen dat deels boven het Paterswoldsemeer is gebouwd. De constructie rust op een betonnen kelder, met daarboven een opbouw van witgeschilderd hout en grote glaspartijen. De stijl vertoont invloeden van begin 20e-eeuwse paviljoenbouw, waaronder jugendstil-accenten zoals geëtste glas-in-loodramen.
Het paviljoen heeft een rechthoekige plattegrond, een veranda boven het water, en een dakconstructie met decoratieve elementen zoals houten windveren. De oorspronkelijke houten fundering uit 1908 werd tijdens de restauratie vervangen door een moderne kelderbak, zodat het gebouw voldoet aan de hedendaagse eisen van comfort en veiligheid, zonder afbreuk te doen aan de authentieke uitstraling.

## Huidig gebruik
Sinds 1984 is De Paalkoepel in gebruik als café-restaurant. Het pand wordt daarnaast verhuurd voor diverse evenementen, waaronder bruiloften, zakelijke bijeenkomsten, recepties en diners. De ligging direct aan het water, met uitzicht over het meer en de natuur, maakt het een populaire locatie voor speciale gelegenheden. De keuken is Frans-mediterrane georiënteerd.

## Culturele waarde en monumentstatus
De Paalkoepel is een zeldzaam overgebleven voorbeeld van een recreatief buitenverblijf aan het Paterswoldsemeer, zoals die begin 20e eeuw gebruikelijk waren onder welgestelde families. Het is bovendien beeldbepalend voor de recreatiegeschiedenis van de regio Groningen. Daarom is het gebouw aangewezen als Gemeentelijk monument in de voormalige gemeente Haren.

## Ligging en omgeving
De Paalkoepel ligt aan de Meerweg in Haren, aan de noordelijke oever van het Paterswoldsemeer. Vanaf het terras van het paviljoen is er vrij uitzicht over het meer richting de stad Groningen. 
Naast De Paalkoepel ligt het clubgebouw van Watersportvereniging De Twee Provinciën, een eveneens monumentaal pand uit 1917. De omgeving bestaat uit natuurgebieden (zoals het Friescheveen) en jachthavens, en is een populaire plek voor wandelaars, watersporters en fietsers.